# Kwarcowy monzonit
Kwarcowy monzonit – obojętna skała magmowa typu głębinowego o strukturze drobnokrystalicznej lub średniokrystalicznej i barwie szarej lub ciemnoszarej. Na diagramie klasyfikacyjnym QAPF kwarcowy monzonit zajmuje pole 8*.
W skład monzonitu wchodzą skaleń potasowy i plagioklazy (oligoklaz-andezyn), kwarcu (5–20%), pirokseny (augit, diopsyd, hipersten), amfibole (hornblenda), biotyt, minerały akcesoryczne: apatyt, tlenki żelaza, tytanit, spinel, piryt, cyrkon, allanit i inne.